# Дзао-Кицунэ-Мура
Дзао-Кицунэ-Мура — контактный зоопарк, построенный в виде деревни, расположенный в японском городе Сироиси на острове Хонсю, в горах префектуры Мияги. Открыта в 1990 году. Посетители могут кормить и играть с живущими там лисицами.
«Кицунэ» по-японски означает «лиса». В синтоизме лисы — посланники богини Инари, и в Дзао-Кицунэ-Муре находится её святилище.
В зоопарке водятся 6 видов лисиц, их общая численность — более 100. Помимо обычных рыжих и полярных лис в Дзао-Кицунэ-Муре живут лисы с необычной шерстью: серебристой и платиновой, а также гибриды рыжих и полярных лис.
В деревне есть открытое пространство, где лисы могут ходить без клеток, а посетители — играть с ними. Помимо лис в Дзао-Кицунэ-Муре живут кролики, мини-лошади, козы и морские свинки. Весной на особых мероприятиях посетители могут потрогать лисят.
В отзывах зоопарк называют «самым милым местом на земле», при этом его критикуют за содержание лис в клетках, слишком большую плотность животных, которые в естественных условиях ведут одиночный образ жизни, а в Дзао-Кицунэ-Муре часто дерутся. Также некоторые посетители жалуются на неприятный запах и сообщают, что многих животных там сажают на цепь.